# Classe La Melpomène
La classe La Melpomène fu l'ultima classe di torpilleurs d'escadre (cacciatorpediniere) prodotta dall'industria navale francese per la Marine nationale prima della seconda guerra mondiale, le navi entrarono in servizio tra il 1936 e il 1938.
Fu una delle classi la più veloce della sua epoca, grazie ad una velocità di punta di 34, 5 nodi. Le navi, designate alla costruzione col nome di escorteurs, furono riclassificate torpilleurs légers al loro ingresso in servizio.

## Unità
- La Melpomène, varata il 24 gennaio 1935 negli Ateliers et chantiers de Bretagne di Nantes, entrò in servizio nell'agosto del 1936. Nel giugno 1940 si trovava in un porto britannico e venne trasferita alle Forze navali della Francia libera (FNFL) nel gennaio del 1941. Riammodernata nell'ottobre del 1942, nel maggio del 1950 venne venduta per essere demolita.

- La Flore, varata a Nantes il 4 maggio 1935, entrò in servizio nell'agosto del 1936. Nel giugno del 1940 si trovava in un porto britannico e venne trasferita alla FNFL nell'agosto dello stesso anno. Nel 1950 venne venduta e destinata alla demolizione.

- La Pomone, varata il 25 gennaio 1935 negli Ateliers et Chantiers de la Loire di Saint-Nazaire, entrò in servizio nell'agosto del 1936. Dopo il giugno del 1940, prestò servizio per il Governo di Vichy. Confiscata dai tedeschi a Biserta nel novembre del 1942 nell'ambito della Operazione Anton, passò agli italiani come FR 42, poi nuovamente ai tedeschi come TA 10 nel maggio del 1943. Gravemente danneggiata in un'azione contro l'HMS Eclipse vicino a Rodi il 22 settembre 1943, affondò cinque giorni dopo.

- L'Iphigénie, varata a Saint-Nazaire il 18 aprile 1935, entrò in servizio nell'agosto del 1936. Dopo il giugno 1940 passò sotto il Governo di Vichy. Confiscata dai tedeschi a Biserta nel novembre 1942, divenne l'italiana FR 43, e poi la tedesca TA 11 nel maggio 1943. Venne affondata nel corso della battaglia di Piombino all'alba dell'11 settembre 1943.
- La Bayonnaise, varata dagli Ateliers et Chantiers Maritimes du Sud-Ouest di Bordeaux il 28 gennaio 1936, entrò in servizio nell'aprile del 1938. Venne autoaffondata a Tolone il 27 novembre 1942, per evitare la cattura.[1] La nave venne recuperata dagli italiani e ribattezzata FR 44. Passata in mano tedesca dopo l'8 settembre 1943, venne rinominata TA 13. Si autoaffondò a Tolone il 25 agosto 1944.
- La Cordelière, varata nei Chantiers Augustin Normand di Le Havre il 9 settembre 1936, entrò in servizio il 1º dicembre 1937. Fu confiscata dalle forze britanniche a Portsmouth il 3 luglio 1940 per poi passare al servizio della Francia libera. Alla fine della guerra fu radiata e venduta per essere demolita il 17 febbraio 1950.
- L'Incomprise varata negli Ateliers et Chantiers de la Seine-Maritime di Le Trait il 14 aprile 1936, entrò in servizio nel novembre 1937. Al momento dell'occupazione nazista della Francia si trovava a Portsmouth. Prestò servizio con le forze della Francia libera. Al termine del conflitto fu radiata e il 31 agosto 1950 fu messa in vendita per essere demolita.
- La Poursuivante venne costruita negli Ateliers et Chantiers de France di Dunkerque, varata il 4 agosto 1936, entrò in servizio un anno dopo. In servizio attivo per il governo di Vichy dal giugno 1940, si autoaffondò a Tolone il 27 novembre 1942, per evitare la cattura.
- Bombarde, varata negli Ateliers et Chantiers de la Loire di Saint-Nazaire il 23 maggio 1936, entrò in servizio il 16 agosto 1937. Operò al servizio del Governo di Vichy dal giugno 1940. Catturata a Biserta nel novembre del 1942, passò nelle file italiane come FR 41 Dopo l'armistizio fu nuovamente confiscata dai tedeschi e rinominata TA 9. Venne affondata durante un bombardamento aereo sul porto di Tolone il 23 agosto 1944.
- Branlebas, costruita nei cantieri Augustin-Normand a Le Havre e varata il 12 aprile 1936, entrò in servizio nel novembre dello stesso anno. Requisita dai britannici a Portsmouth il 3 luglio 1940, naufragò a 25 miglia al largo di Eddystone il 14 dicembre 1940.
- Bouclier, varata negli Ateliers et Chantiers de la Seine-Maritime di Le Trait il 9 agosto 1937, entrò in servizio nell'aprile del 1938. Venne confiscata dalle truppe britanniche a Portsmouth il 3 luglio 1940; fu dapprima trasferita alla Marina olandese e rinominata HNLMS Bouclier, passò poi alle forze della Francia libera nel gennaio 1941. Dopo la fine della guerra venne radiata e venduta per essere demolita il 31 agosto 1950.
- Baliste, costruita negli Ateliers et Chantiers de France a Dunkerque, fu varata il 17 marzo 1937, entrò in servizio il 24 maggio 1938. Dopo il giugno 1940 fu al servizio del governo di Vichy. Si autoaffondò a Tolone il 27 novembre 1942, per sfuggire alla cattura ma venne recuperata dagli italiani e rinominata FR 45 per passare poi in mani tedesche il 9 settembre 1943. Incorporata nella Kriegsmarine come TA 12, la nave non entrò mai in servizio ed il 27 novembre 1943, affondò durante un bombardamento aereo alleato su Tolone.